# Die zehnte Symphonie
Die zehnte Symphonie ist ein Stummfilmdrama um einen unglücklichen Musiker, welches Abel Gance 1917 in Frankreich für die Firma Le Film d’Art des Produzenten Louis Nalpas nach einem eigenen Drehbuch realisiert hat. Es gilt als der erste abendfüllende Stummfilm in Frankreich, für den eine eigene, durchgehend bildsynchrone symphonische Begleitmusik komponiert wurde.

## Handlung
Eva, eine junge wohlhabende Waise, fällt Fred, einem lasterhaften Lebemann und Abenteurer, und dessen Schwester zum Opfer und tötet diese beim Versuch, sich zu befreien. Daraufhin wird sie von ihm erpresst und muss sich sein Schweigen teuer erkaufen. Ein Jahr später ehelicht sie Enric, einen berühmten Komponisten und Bewunderer Beethovens, der von alledem nichts weiß. Als ihre Stieftochter Claire aus Enrics erster Ehe von Fred heimlich umworben wird und ihn schließlich heiraten will, sucht sie die Hochzeit zu verhindern. Ihr Gatte aber glaubt, sie sei in Fred verliebt, findet die dunkle Vergangenheit seiner Frau heraus und verarbeitet sein Leid gelegentlich der Verlobung seiner Tochter in der Schöpfung eines Meisterwerkes: der „Zehnten Symphonie“. Ihr Thema beschreibt, was er empfindet: "Zu Füßen seines Meisters Beethoven versucht ein an der Untreue der Frauen Verzweifelter zu vergessen und seine Trauer zum Ausdruck zu bringen".

## Hintergrund
Der Film wurde von Louis Nalpas  produziert und in Frankreich von Pathé Frères verliehen. Die Dreharbeiten begannen im Sommer 1917, der Film kam am 1. November 1918 in die Kinos. Die Photographie besorgte Léonce-Henri Burel, den Schnitt Marguerite Beaugé. Die Filmbilder waren viragiert.
Laut einer Produktionsnotiz vom August 1917 hatte Gance ursprünglich im Sinn, den Film mit 'konservierter Musik' (recorded sound) zu illustrieren, ließ sich aber dann von Michel-Maurice Lévy eine eigene symphonische Partitur zu dem Film komponieren; sie aufzuführen waren jedoch des notwendigen Aufwandes (ein voll besetztes Symphonieorchester im Kino) wegen nur wenige Lichtspieltheater in der Lage. So blieb der Film verhältnismäßig unbekannt.
Die Filmbilder zeigen in der Tat dann auch nicht die Aufführung einer Symphonie im Konzertsaal, wie sie die Begleitung durch das Symphonieorchester im Kino suggerieren würde, sondern nur den Komponisten, der sie am Flügel einem ausgewählten Zuhörerkreis vorspielt. Die Musik wird verbildlicht durch eine Tänzerin in einem idyllischen Garten, die mit einem Wandfries überblendet ist, auf dem wiederum Tanzende, Blumen und Trauben zu sehen sind.
Eine viragierte Kopie von “La dixième symphonie” wird heute in Paris in der Cinémathèque française aufbewahrt.

## Rezeption
Der Film wurde besprochen von bzw. in:
- Louis Delluc : Notes pour moi, in: Le Film 99 v. 4. Februar 1918, S. 3–4.
- Henri Diamant-Berger : La dixième symphonie, in: Le Film 135-36 v. 21. Oktober 1918, S. 18.
- Émile Vuillermoz : Devant l'ecran: La dixième symphonie. In: Le temps v. 6. November 1918, S. 3.

- N.N. in Der Spiegel 48/1971[8]
- N.N. in Berliner Zeitung, Freitag, 10. März 2006[9]

- William M. Drew: Abel Gance (1889–1981) bei gildasattic.com[10]
- Herr Graf Ferdinand von Galitzien bei blogspot.de[11]

Henri Langlois nannte den Film "Abel Gances erstes Meisterwerk".
“Sublime mélodrame, La dixième symphonie contient déjà la quintessence d’Abel Gance. La naïveté de l’inspiration n’a d’égale que l’inventivité des formes.”
(Avis sur des filmes, 16. Januar 2012)
“The most interesting aspect of the story is the study of the relation between suffering and artistic creation, with the character of Enric who is only able to create a masterpiece, his Tenth Symphony, because of his wife's betrayal. This is introduced by a quotation of Berlioz: "I am about to start work on a great symphony or my infernal panics will take over." Gance found the music was an important part of the film and commissioned an original symphonic score from Michel-Maurice Lévy to accompany it. The title "Tenth symphony" evokes a mythical perfect work impossible to reach. In 1917, no musician had composed more than nine large symphonies, Beethoven or Schubert's 10th symphonies being hypothetical or never completed works.”(Jean-Eric de Cockborne)
La Dixième Symphonie wurde vom Kultursender ARTE mit französischen Zwischen- und deutschen Untertiteln am 7. Juli 1996 erstmals im deutschen Fernsehen mit der Originalmusik ausgestrahlt.